# Al Fida-Mers Sultan
Al Fida – Mers Sultan (en àrab عمالة مقاطعات الفداء مرس السلطان, ʿamālat muqāṭaʿāt al-Fidāʾ Mars as-Sulṭān; en amazic ⵍⴼⵉⴷⴰ-ⵎⴰⵔⵙ ⵙⵓⵍⵟⴰⵏ) és una prefectura de la ciutat de Casablanca, dins la prefectura de Casablanca, a la regió de Casablanca-Settat, al Marroc. Comprèn els barris (arrondissements) d'Al Fida i Mers Sultan. Segons el cens de 2014 tenia una població total de 288.426 persones.

## Demografia
|             | 1994         | 2004         | 2008         |
| Al Fida     | 220.426 hab. | 186.754 hab. | 188.336 hab. |
| Mers Sultan | 166.274 hab. | 145.928 hab. | 147.164 hab. |